# 崩鼻洲

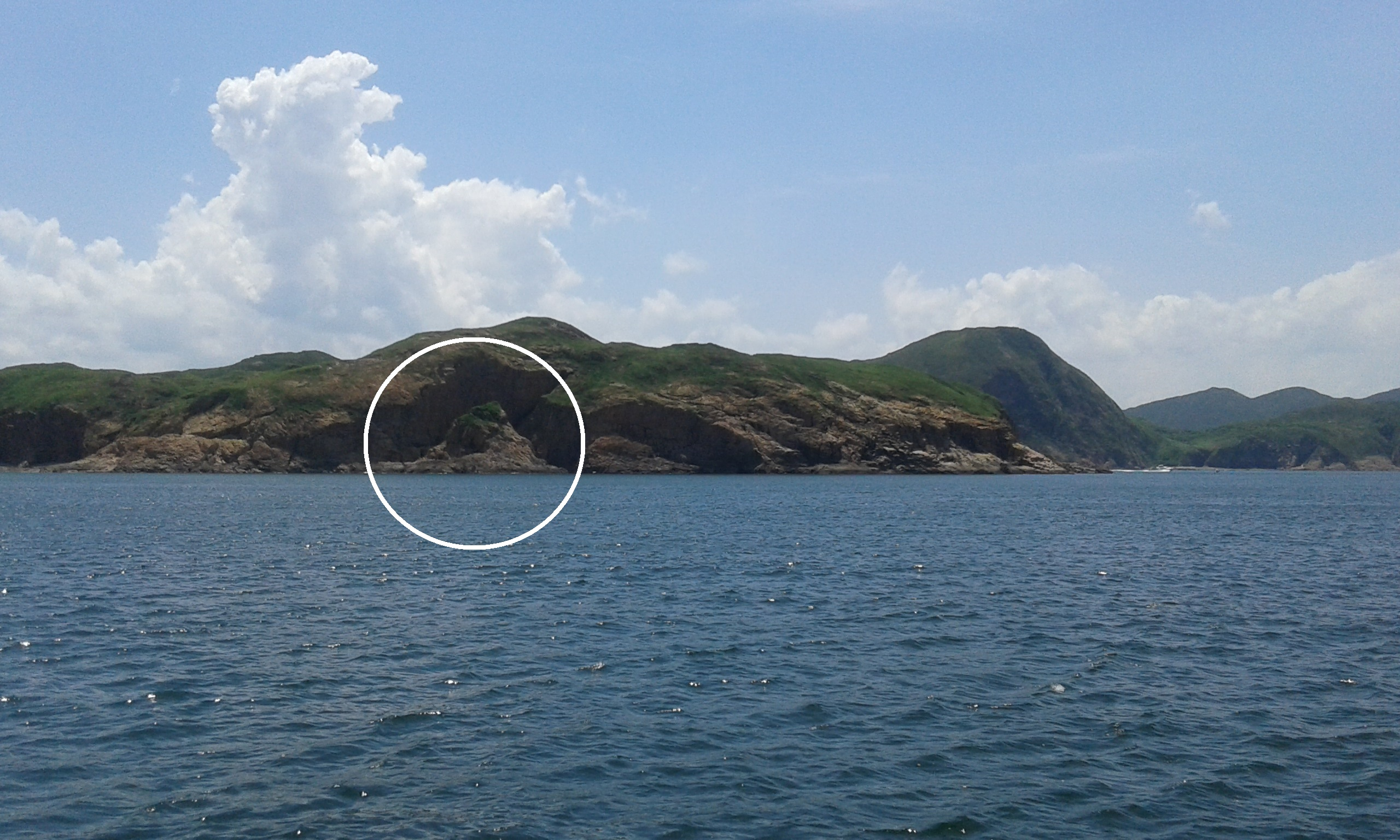
從伙頭墳洲一側看到的崩鼻洲，圓圈處即為崩鼻洲

崩鼻洲（英語：Bun Bei Chau），是香港的一個島嶼，地區行政上屬於西貢區。位於糧船灣海之中，不遠處為伙頭墳洲的東北海岸。
崩鼻洲上並沒有居民居住。